# Ángel Valbuena Briones
Ángel Julián Valbuena Briones (Madrid, 1928 - Hockessin, Delaware, 5 de febrero de 2014) fue un romanista y crítico literario español nacionalizado estadounidense, hijo del también crítico literario e historiador de la literatura Ángel Valbuena Prat. Se consagró especialmente al estudio y edición del teatro áureo español y es considerado uno de los principales calderonistas.

## Biografía
Se licenció en la Universidad de Murcia en 1949 y se doctoró cum laude en 1952 en la Universidad Complutense de Madrid. Fue profesor en la Universidad de Murcia y de 1953 a 1955 fue profesor en la Universidad de Oxford; luego enseñó en Madrid; en 1956 fue profesor visitante en la Universidad de Wisconsin y también lo fue en la Universidad de México y el Instituto Caro y Cuervo de Bogotá. De 1958 a 1960 profesor asistente en la Universidad de Yale. De 1960 a 1999 fue catedrático de Literatura Española en la Universidad de Delaware, donde se jubiló. En 1963 adquirió la ciudadanía estadounidense en Wilmington (Delaware). 
Fue miembro de Phi Kappa Phi, Sigma Delta Pi, la Modern Language Association of America, la Asociación Americana de Profesores de Español y Portugués, la Asociación Internacional de Hispanistas, la Asociación Angloalemana de Calderonistas, de Comediantes, de la Asociación Filológica de la Costa del Pacífico, de la Sociedad Biográfica Biblioteca Marqués y de University of Delaware Library Associates.Fue miembro de los comités editoriales de Arbor, Bulletin of the Comediantes, Hispanic Journal y de las editoriales Juan de la Cuesta, Reichenberger y Chadwyck-Healey. 
Su obra se centró en el estudio y edición de la obra del dramaturgo Pedro Calderón de la Barca, cuyas Obras completas editó, aunque también se extendió a la literatura hispanoamericana (sor Juana Inés de la Cruz y la poesía puertorriqueña, por ejemplo). También fue uno de los editores de los tres cedés Teatro Español del Siglo de Oro elaborados por la editorial Chadwyck-Healey.

## Obras

### Estudios
- Ensayo sobre la obra de Calderón, Madrid: Ateneo, 1958
- Perspectiva crítica de los dramas de Calderón, Madrid: Rialp, [1965]
- Ideas y palabras, New York: Eliseo Torres, 1968
- Literatura hispanoamericana, Barcelona: Gustavo Gili, 1962, 1967, 1969.
- Calderón y la comedia nueva, Madrid: Espasa-Calpe, 1977.

### Ediciones
- Pedro Calderón de la Barca, Obras completas; edición, prólogo y notas; Madrid: Aguilar, 1.ª ed. 1952-1956; 2.ª 1959-1967, reimpresa en 1973; 3.ª 1987, 3 vols.
  - I. Comedias.
  - II. Dramas.
  - III. Autos sacramentales.
- Pedro Calderón de la Barca, La dama duende. No hay cosa como callar, Madrid: Espasa-Calpe, 1954, 1962, 1973
- Pedro Calderón de la Barca, A secreto agravio, secreta venganza. Madrid: Espasa-Calpe, 1956.
- Pedro Calderón de la Barca, El médico de su honra; El pintor de su deshonra. Madrid: Espasa-Calpe, 1956.
- Pedro Calderón de la Barca, El garrote más bien dado o El alcalde de Zalamea. Salamanca: Anaya, 1971. Madrid: cátedra, 1977, 1979, 1980, 1981, 1995, 2012.
- Pedro Calderón de la Barca, El mayor monstruo del mundo; estudio y edición crítica, Newark: Juan de la Cuesta, [1995]
- Pedro Calderón de la Barca, La dama duende, Madrid: Cátedra, 1976, 1977.
- Pedro Calderón de la Barca, La vida es sueño; Antes que todo es mi dama; notas preliminares y edición de Ángel Valbuena Briones; Madrid: Aguilar, 1988.
- Con Luis Hernández Aquino, ed. de VV. AA., Nueva poesía de Puerto Rico; [Madrid]: Cultura Hispánica, 1952.